# Deinopa diplogramma
Deinopa diplogramma är en fjärilsart som beskrevs av George Francis Hampson 1926. Deinopa diplogramma ingår i släktet Deinopa och familjen nattflyn. Inga underarter finns listade i Catalogue of Life.